# Nina Žižić
Nina Žižić (Nikšić, 1985. április 20. – ) montenegrói énekesnő. Ő képviselte Montenegrót a 2025-ös Eurovíziós Dalfesztiválon Bázelben, a Dobrodošli című dallal.

## Pályafutása
2004-ben indult el karrierje. Debütáló kislemeze az Odlazi volt, melyen 7 dal szerepelt. Pályája során számos regionális zenei fesztiválon szerepelt, és több zenei díjat is nyert. 2004-ben és 2006-ban részt vett a Szerbia és Montenegró-i eurovíziós nemzeti döntőn. Előbb a Negre nevű lányegyüttessel adták elő a K'o nijedna druga című dalt, mellyel a harmadik helyen végeztek, majd két évvel később szólóban indult el a montenegrói elődöntőben, a Monteviziján, ahol a Potraži me című dalával a húszfős mezőnyben a tizenhetedik helyen végzett.

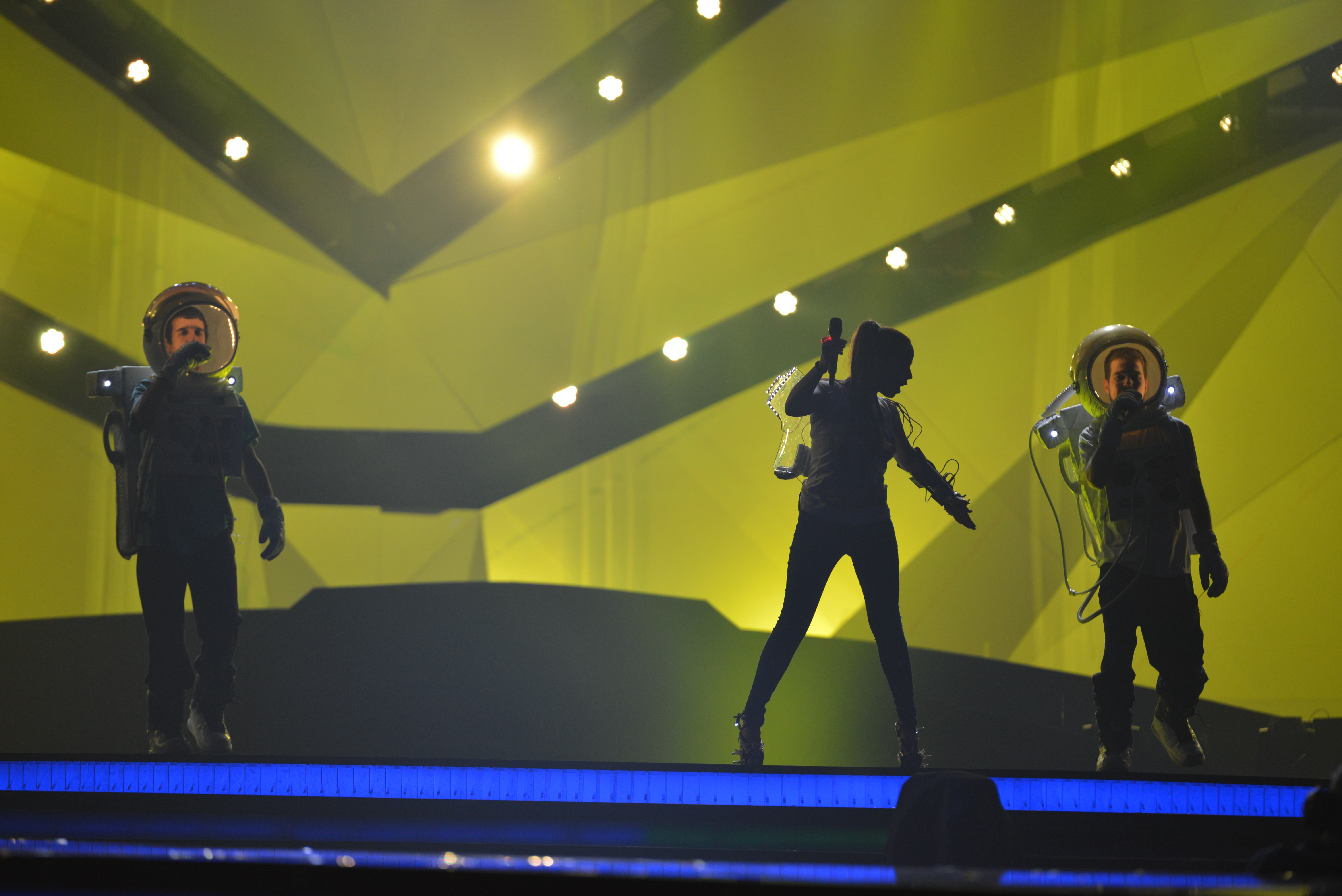
Az Eurovíziós Dalfesztiválon

A Radio i televizija Crne Gore (RTCG) 2012 december 20-án bejelentette, hogy a Who See nevű formáció képviseli Montenegrót a 2013-as Eurovíziós Dalfesztiválon Malmőben. 2013. február 1-jén vált hivatalossá, hogy a duóhoz csatlakozik az énekesnő is. Igranka című dalukat 2013 márius 14-én mutatták be nyilvánosan. A dalfesztivál első elődöntőjében 41 ponttal a tizenkettedik helyen végeztek, így nem sikerült továbbjutniuk a döntőbe.
2021-ben tagja volt annak a szakmai zsűrinek, mely kiválasztotta a 2022-es Eurovíziós Dalfesztiválra a Montenegrót képviselő dalt.
2024. október 10-én a RTCG bejelentette, hogy az énekesnő is résztvevője lesz a Montesong eurovíziós nemzeti válogatónak, Dobrodošli című versenydalával. Žižić ugyan megnyerte a szavazást a szakmai zsűrinél, de a nézői szavazáson negyedik lett. Összesítésében a második helyen végzett, így eredetileg nem ő, hanem a Neonoen együttes képviselhette volna a 2025-ös Eurovíziós Dalfesztiválon a két év kihagyás után visszatérő Montenegrót. Miután az együttes visszalépett a versenytől, a montenegrói közszolgálati televízió úgy döntött, hogy az énekesnő indulhat az ország színeiben a versenyen. A dalfesztivál május 15-én rendezett második elődöntőjében a tizenhatodik, utolsó helyen végzett, így nem jutott tovább a döntőbe.

## Diszkográfia

### Kislemezek
- Odlazi (2003)
- Rijeka suza (2006)
- Potraži me (2006)
- Strogo povjerljivo (2007)
- Druga u meni (2008)
- Sve što želim (2008)
- Ja te moliti neću (2009)
- Zabranjujem (2011)
- Sama kriva (2013)
- Klik (2013, Wikluh Sky-jal közösen)
- Kiss you, goodbye (2016)
- Paranoičan (2023)
- Dobrodošli (2024)

### Közreműködések
- Igranka (2013, Who See)
- Common Dreams (2023, Dolce Hera)